# Орлова, Варвара Георгиевна
Варва́ра Гео́ргиевна Орло́ва (19 ноября 1907, Москва — 1991, там же) — советский лингвист, специалист по истории русского языка и диалектологии. Доктор филологических наук (1956), заведующая сектором диалектологии Института русского языка АН СССР (1952—1969), один из авторов принятого в настоящее время диалектного членения русского языка.

## Биография
Окончила Московский областной педагогический институт в 1938 году, аспирантуру Московского городского педагогического института под руководством Р. И. Аванесова в 1941 году. В том же году защитила в Институте истории, философии и литературы кандидатскую диссертацию «Губные спиранты в русском языке». В 1941—1943 годах доцент, затем зав. кафедрой в Марийском государственном университете, с 1943 г. преподаёт в Московском городском пединституте, с 1944 — в Московском государственном университете им. М. В. Ломоносова. С 1947 года — старший научный сотрудник Института русского языка АН СССР, с 1952 — заведующая сектором диалектологии (сменила на этой должности академика С. П. Обнорского). В 1956 году защитила докторскую диссертацию «История аффрикат в русском языке в связи с образованием русских народных говоров». Из-за идеологических разногласий и личных неприязненных отношений с новым (с 1968 года) директором Института Ф. П. Филиным была вынуждена выйти на пенсию под предлогом болезни в 1971 году.

## Вклад в науку
Главные научные достижения В. Г. Орловой принадлежат области лингвистической географии. Орлова была одним из главных теоретиков Московской школы лингвистической географии. Совместно с К. Ф. Захаровой она разработала новую классификацию говоров русского языка, впервые изложенную в учебнике русской диалектологии под редакцией Р. И. Аванесова и В. Г. Орловой в 1964 г., а затем более подробно в отдельной книге К. Ф. Захаровой и В. Г. Орловой в 1970 г. Новое диалектное членение, в отличие от ранее принятой классификации Н. Н. Дурново, Н. Н. Соколова и Д. Н. Ушакова, основано не на отдельных диалектных особенностях, а сочетании собственно языковых черт, характерных для каждой группы говоров, — пучках изоглосс.
Под руководством В. Г. Орловой был составлен до сих пор не изданный диалектологический атлас русских говоров к югу от Москвы; она принимала участие в подготовке других региональных атласов, а также объединившего их Диалектологического атласа русского языка (ДАРЯ).
В. Г. Орлова одна из первых стала использовать данные современных диалектов в качестве источника для истории русского языка; этому посвящены обе её диссертации и подготовленная под её руководством монография «Образование севернорусского наречия и среднерусских говоров» (1970) — первое серьёзное научное исследование по исторической диалектологии в нашей стране.

### Основные работы
- В. Г. Орлова. Губные спиранты в русском языке // Труды Института русского языка АН СССР. М.—Л., 1950. Т. 2. С. 167—210.
- В. Г. Орлова. История аффрикат в русском языке в связи с образованием русских народных говоров. М., 1959.
- Вопросы теории лингвистической географии / Под ред. Р. И. Аванесова. М., 1962. (в соавт.)
- Русская диалектология / Под ред. Р. И. Аванесова, В. Г. Орловой. М., 1964.
- К. Ф. Захарова, В. Г. Орлова. Диалектное членение русского языка. М.: Наука, 1970. 2-е изд.: М.: Едиториал УРСС, 2004. 176 с. ISBN 5-354-00917-0
- Образование севернорусского наречия и среднерусских говоров / К. Ф. Захарова, В. Г. Орлова, А. И. Сологуб, Т. Ю. Строганова. М., 1970.
- Атлас русских говоров центральных областей к югу от Москвы / Под ред. В. Г. Орловой. Рукопись (хранится в Институте русского языка РАН).

### О ней
- Л. Н. Булатова. В. Г. Орлова как диалектолог и историк языка // Современные русские говоры / Отв. ред. Ю. С. Азарх. М.: Наука, 1991. С. 3—6.
- Л. Л. Касаткин. Варвара Георгиевна Орлова (1907—1991) // Русский язык в научном освещении. 2001, № 2. С. 316—319.